# Jan Hendrik de Waal Malefijt
Jan Hendrik de Waal Malefijt (Overveen, 31 januari 1852 – Katwijk, 14 maart 1931) was een Nederlands politicus voor de Anti-Revolutionaire Partij (ARP).

## Levensloop
De Waal Malefijt had een bescheiden opleiding en was een wat schuchtere verschijning. Hij was eerst korte tijd onderwijzer, daarna een paar jaar gemeenteambtenaar en vervolgens fabrikant van een zeepziederij. Na burgemeestersposten in plattelandsgemeenten te hebben vervuld, werd hij in 1897 Tweede Kamerlid. Hij volgde in 1909 na veel aarzeling Idenburg op als minister van Koloniën in het kabinet-Heemskerk. Hij vervreemdde in die functie van Kuyper en werd niet als sterk minister beschouwd. Hij werd na zijn aftreden burgemeester van Katwijk.

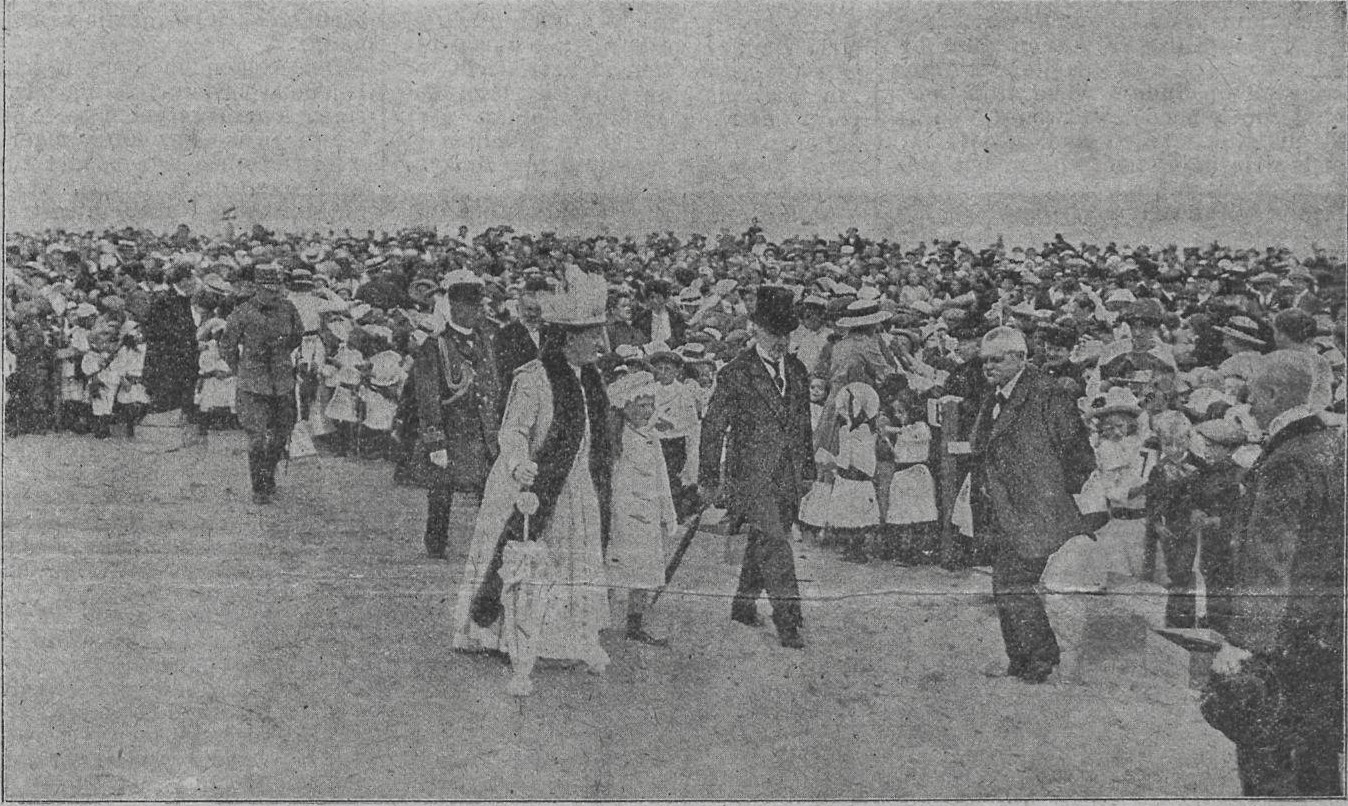
Burgemeester De Waal Malefijt met koningin Wilhelmina en prinses Juliana tijdens hun bezoek aan Katwijk in 1916.

De Waal Malefijt groeide op in de Nederlandse Hervormde Kerk maar ging in 1886 met de Doleantie mee, die in 1892 resulteerde in de oprichting van de Gereformeerde Kerken in Nederland.
De Waal Malefijt was ook nog van andere politieke organen lid:
- Gemeenteraad van Zeist: 1884-1890
- Burgemeester van Westbroek en Achttienhoven: 1890-1903
- Provinciale Staten van Utrecht: 1892-1909
- Gedeputeerde Staten van Utrecht: 1903-1909
- Provinciale Staten van Zuid-Holland: 1916-1917
- Eerste Kamer: 1917-1925

## Onderscheiding
- Ridder in de Orde van de Nederlandse Leeuw